# Gepluimde koketkolibrie
De gepluimde koketkolibrie (Lophornis chalybeus) is een vogel uit de familie Trochilidae (kolibries).

## Verspreiding en leefgebied
Deze soort komt voor in het Amazonebekken van zuidoostelijk Brazilië.
De ondersoorten  L. c. verreauxii: van oostelijk Colombia tot Midden-Bolivia en noordwestelijk Brazilië en L. c. klagesi van zuidoostelijk Venezuela zijn afgesplitst als groenkuifkoketkolibrie.